# مبرهنة ميلمان
مبرهنة ميلمان (بالإنجليزية: Millman's theorem)‏ في الهندسة الكهربائية هي حالة خاصة لقانون العقد وهي مبرهنة تمكن من تحديد قيمة الجهد الكهربي عند عقدة تلتقي فيها مجموعة من الفروع على التوازي. سميت هذه المبرهنة نسبة للكهربائي الأمريكي جاكوب ميلمان.

## نص المبرهنة
في دارة كهربائية مكونة من عدة فروع مركبة على التوازي، بحيث يتكون كل فرع من مولد توتر مثالي على التوالي مع عنصر خطي. الجهد الكهربائي الناتج عند العقدة هو مجموع جداءات كل جهد ومسامحة الفرع المتصل به، الكل مقسوم على مجموع المسامحات الكهربية.
{\displaystyle V_{M}={\frac {\displaystyle \sum _{k=1}^{N}E_{k}.Y_{k}}{\displaystyle \sum _{k=1}^{N}Y_{k}}}={\frac {\displaystyle \sum _{k=1}^{N}{\frac {E_{k}}{Z_{k}}}}{\displaystyle \sum _{k=1}^{N}{\frac {1}{Z_{k}}}}}}.
نسمي {\displaystyle Y_{k}} المسامحة الكهربائية وهي مقلوب المعاوقة الكهربائية {\displaystyle Z_{k}}،
({\displaystyle Y_{k}={\frac {1}{Z_{k}}}}).
في حالة شبكة مكونة من مقاومات فقط:
{\displaystyle V_{M}={\frac {\displaystyle \sum _{k=1}^{N}E_{k}.G_{k}}{\displaystyle \sum _{k=1}^{N}G_{k}}}={\frac {\displaystyle \sum _{k=1}^{N}{\frac {E_{k}}{R_{k}}}}{\displaystyle \sum _{k=1}^{N}{\frac {1}{R_{k}}}}}}
يمكن أن نبين هذه المبرهنة باعتماد مبرهنة نوترون، بحيث يستبدل كل فرع بمولد نورتون المكافئ، وبالتالي فإن مجموع شدات التيار الصادرة عن كل المولدات تمر عبر مواصلة كهربائية تساوي مجموع مواصلات كل فرع. يمكن قانون أوم بالتالي من تحديد الجهد.

## أمثلة

مثال تطبيقي لمبرهنة ميلمان

- في الدائرة جانبه، تم حساب الجهد {\displaystyle V_{ab}} حسب مبرهنة ميلمان:

{\displaystyle ={\frac {{\dfrac {10}{5}}+{\dfrac {0}{8}}+{\dfrac {-12}{3}}}{{\dfrac {1}{5}}+{\dfrac {1}{8}}+{\dfrac {1}{3}}}}=-3V} {\displaystyle V_{ab}={\frac {{\dfrac {V_{1}}{R_{1}}}+{\dfrac {V_{2}}{R_{2}}}+{\dfrac {V_{3}}{R_{3}}}}{{\dfrac {1}{R_{1}}}+{\dfrac {1}{R_{2}}}+{\dfrac {1}{R_{3}}}}}}
- الإشارة السالبة تشير إلى أن الجهد عند النقطة {\displaystyle a} سالب بالنسبة لأرضي الدائرة.

مثال:
في حالة مولدات الجهد غير المثالية (أنظر الشكل جنبه)، تضاف المقاومات الداخلية لكل مولد إلى مقاومة الفرع.
{\displaystyle V={\frac {{\dfrac {E_{1}}{R_{1}+R_{2}}}+{\dfrac {E_{2}}{R_{3}+R_{4}}}}{{\dfrac {1}{R_{1}+R_{2}}}+{\dfrac {1}{R_{3}+R_{4}}}}}}
{\displaystyle V={\frac {{\dfrac {V_{1}}{R_{1}}}+{\dfrac {V_{2}}{R_{3}}}}{{\dfrac {1}{R_{1}}}+{\dfrac {1}{R_{3}}}}}}

## تطبيقات
تفيد مبرهنة ميلمان كثيرا في حالة {\displaystyle V_{M}} منعدم، (مثلا في دوائر المكبر العملياتي، النظام الخطي) حيث لا داعي لتبسيط تعبير المقام.